# Myophonus robinsoni
Myophonus robinsoni là một loài chim trong họ Muscicapidae.